# Góc nhìn thứ nhất (trò chơi điện tử)
Trong các trò chơi điện tử, góc nhìn thứ nhất là phối cảnh đồ họa được kết xuất từ góc nhìn của nhân vật người chơi, hoặc góc nhìn từ ghế trước hay buồng lái của phương tiện mà nhân vật người chơi điều khiển. Rất nhiều thể loại trò chơi điện tử sử dụng góc nhìn thứ nhất, nhưng ví dụ điển hình nhất là thể loại bắn súng góc nhìn người thứ nhất vì phối cảnh đồ họa là một thành phần chủ chốt trong lối chơi của thể loại này. Nhiều thể loại khác kết hợp góc nhìn thứ nhất, bao gồm các loại trò chơi bắn súng khác (chẳng hạn như bắn súng ánh sáng, trò chơi bắn súng đường ray và trò chơi bắn súng hình ảnh, trò chơi mạo hiểm (bao gồm visual novel), mô phỏng chuyến bay nghiệp dư (bao gồm mô phỏng bay chiến đấu), trò chơi đua xe (bao gồm mô phỏng lái xe), trò chơi điện tử nhập vai và mô phỏng phương tiện (bao gồm các trò chơi mô phỏng chèo thuyền và chiến đấu bằng xe cộ).

## Cơ chế

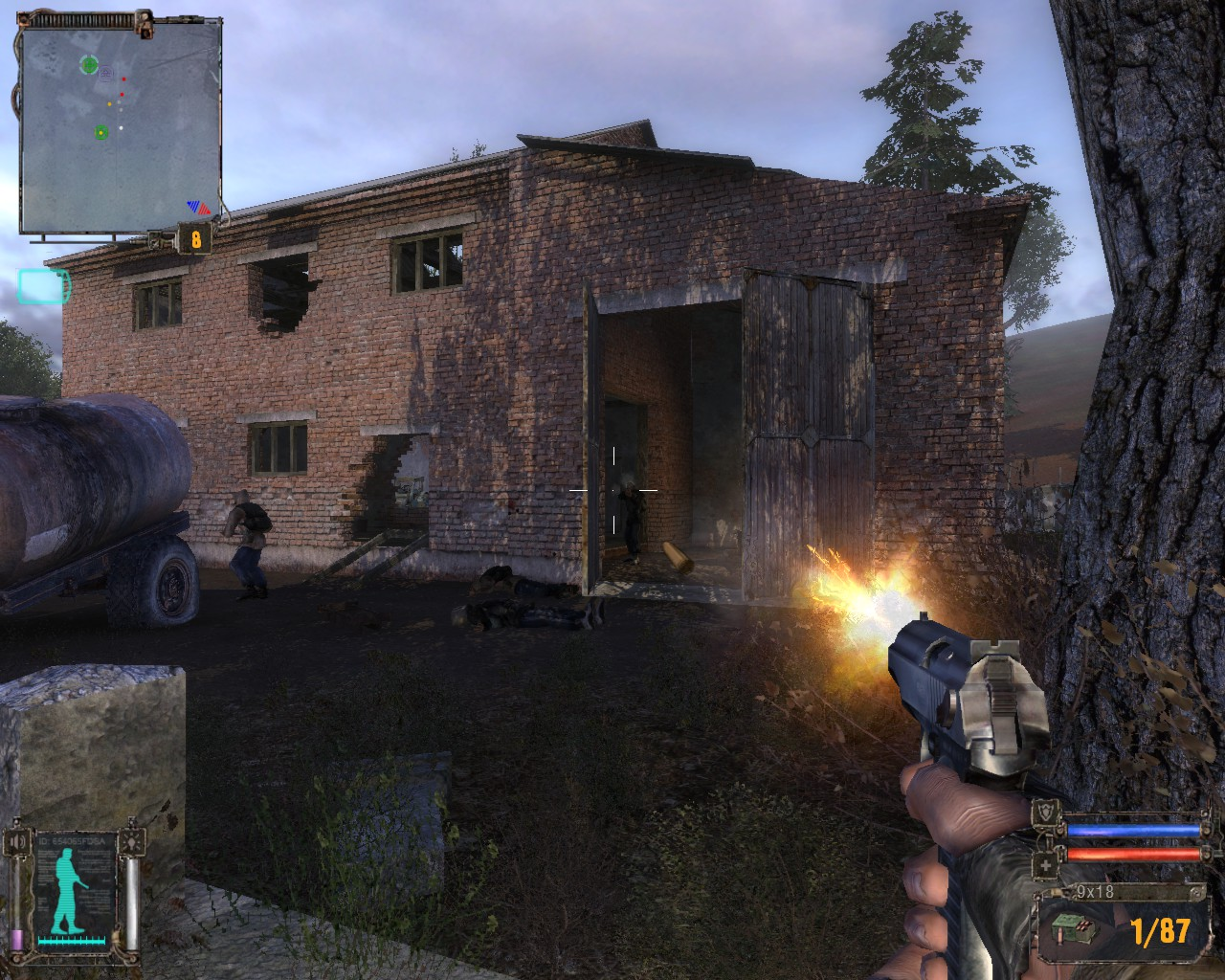
Ảnh chụp màn hình S.T.A.L.K.E.R.: Shadow of Chernobyl, một trò chơi điện tử bắn súng sử dụng góc nhìn thứ nhất

Các trò chơi có góc nhìn thứ nhất sử dụng nhân vật đại diện cho người chơi, nghĩa là người chơi sẽ nhìn thấy những gì mà nhân vật đại diện nhìn thấy bằng mắt. Vì vậy người chơi thường không nhìn thấy cơ thể của mình, ngoại trừ vũ khí hay bàn tay. Góc nhìn này cũng thường được sử dụng khi nhân vật điều khiển một phương tiện nào đó, chẳng hạn như trong các trò chơi mô phỏng lái máy bay hay đua xe. Âm thanh mà người chơi nghe thấy sẽ dựa vào vị trí của nguồn âm thanh trong tương quan với nhân vật đại diện.
Các trò chơi sử dụng góc nhìn thứ nhất không cần xây dựng chuyển động hoạt họa phức tạp cho nhân vật của người chơi, và cũng không cần áp dụng một hệ thống máy quay như đối với các trò chơi sử dụng góc nhìn thứ ba. Góc nhìn thứ nhất cho phép người chơi ngắm bắn tốt hơn vì không bị cơ thể của nhân vật đại diện chắn tầm nhìn. Tuy nhiên, việc tính toán thời gian và khoảng cách để nhảy từ điểm này sang điểm khác có thể sẽ khó hơn. Góc nhìn thứ nhất cũng có thể gây chóng mặt.
Trong các trò chơi sử dụng góc nhìn thứ nhất, các vật thể thường có kích cỡ chân thực so với nhân vật, tuy nhiên một số vật thể đặc biệt như chiến lợi phẩm hoặc đòn bẩy có thể được phóng đại để trông nổi bật hơn.

## Lịch sử